# Vageata
Vageata (łac. Vageatensis) – stolica historycznej diecezji w Cesarstwie rzymskim w prowincji Numidia, współcześnie na terytorium Algierii. Obecnie katolickie biskupstwo tytularne. Od 2013 stolicę tę obejmuje Wiesław Szlachetka, biskup pomocniczy gdański.

## Biskupi tytularni
| Lp. | Biskup                    | Funkcja                                  | Od              | Do                   |
| --- | ------------------------- | ---------------------------------------- | --------------- | -------------------- |
| 1   | Richard Oliver Gerow      | emerytowany biskup Natchez-Jackson (USA) | 2 grudnia 1967  | 5 stycznia 1971      |
| 2   | Franz Xaver Schwarzenböck | biskup pomocniczy Monachium (Niemcy)     | 3 stycznia 1972 | 10 października 2010 |
| 3   | Wiesław Szlachetka        | biskup pomocniczy gdański                | 21 grudnia 2013 |                      |